# أسفك (كوه بنج)
أسفك (بالفارسية: اسفک) هي قرية تقع في إيران في البلدة المركزية. يقدر عدد سكانها بـ 314 نسمة بحسب إحصاء 2016.